# Nordvestterritoriet (USA)
 For alternative betydninger, se Nordvestterritoriet. (Se også artikler, som begynder med Nordvestterritoriet)
Nordvestterritoriet (engelsk: Northwest Territory) blev dannet ud fra noget uorganiseret vestligt territorium i USA efter den amerikanske uafhængighedskrig. Det var det første postkoloniale inkorporeret territorium i USA, som blev etableret i 1787 af konføderationskongressen gennem Nordvestbekendtgørelsen. Nordvestterritoriet ophørte formelt med at eksistere i 1803.
På tidspunktet for dets oprettelse omfattede territoriet hele landet vest for Pennsylvania, nordvest for Ohio-floden og øst for Mississippi-floden under De Store Søer. Regionen blev afgivet til USA i Paris-traktaten af 1783. Under hele uafhængighedskrigen var regionen en del af den britiske provins Quebec. Territoriet spænder over hele eller store dele af seks efterfølgende etableret amerikanske delstater (Ohio, Indiana, Illinois, Michigan, Wisconsin og den nordøstlige del af Minnesota). Territoriet ophørte med at eksistere d. 1. marts 1803, da den sydøstlige del af territoriet blev optaget i Unionen, som delstaten Ohio, mens den resterende del af det oprindelige territorie blev udskilt og fremadrettet benævnt som Indiana-territoriet.
Oprindeligt var området styret under krigsret under en guvernør og tre dommere. Efterhånden som befolkningen steg, blev der dannet en lovgivende forsamling og en række amter. På tidspunktet for dets oprettelse var Nordvestterritoriet en stor vildmark, som var befolket af indianske kulturer, herunder Delaware, Miami, Potawatomi, Shawnee og andre. Der var kun en håndfuld franske koloniale bosættelser og Clarksville. På tidspunktet for territoriets opløsning var der snesevis af byer og bosættelser (nogle få med tusindvis af bosættere), hovedsageligt langs Ohio- og Miami-floderne og den sydlige bred af Lake Erie i Ohio.